# Друштво српских родословаца Порекло
Друштво српских родословаца „Порекло”, или само Порекло, је српско генеалошко друштво са седиштем у Београду. Основано је 1. октобра 2012. године. У оквиру друштва основан је и Српски ДНК пројекат, водећи пројекат из области генетичке генеалогије у Европи. Порекло остварује сарадњу са научном заједницом, препозната је сарадња са Етнографским институтом САНУ-а, др Ивицом Тодоровићем, ДНК центром за генетику и Биолошким факултетом Универзитета у Београду.

## Српски ДНК пројекат
Српски ДНК пројекат представља пионирски покушај ентузијаста окупљених око друштва „Порекло” да се на једном месту саберу подаци свих особа са наших простора које су урадиле Y-ДНК анализу (прапорекло по мушкој линији), те mtДНК (прапорекло по женској линији).
Под окриљем пројекта 2015. године направљен је водећи светски Y-ДНК предвиђач НевГен, аутора Милоша Ћетковића Гентуле и Александра Невског.
Ради остваривања својих циљева, Друштво нарочито: Прикупља и обрађује научну, стручну, али и лаичку литературу, обавља разговоре са појединцима, који су чувари и преносиоци народних предања, фото и видео документује личности, објекте и пределе од значаја за родословна и остала истраживања.

### Научни савет Српског ДНК пројекта
Научни савет чине:
Председник:
др Душан Кецкаревић, доцент на катедри за биохемију и молекуларну биологију Биолошког факултета Универзитета у Београду.
Заменик председника:
др Ивица Тодоровић, етнолог, научни саветник у Етнографском институту САНУ.
Чланови:
- др Бојана Панић, молекуларни биолог, директор ДНК центра за генетику, Београд

.
- др Милош Тимотијевић, историчар, музејски саветник у Народном музеју у Чачку.
- Борисав Челиковић, историчар, уредник лексикографских издања у „Службени гласник”, приређивач библиотеке „Корени”.

## Циљеви друштва
- Прикупљање грађе о пореклу презимена, о настанку насеља и њиховом становништву, о народним и верским обичајима, о истраживањима генетског порекла појединаца;
- Документовање и публиковање прикупљене грађе у електронској и штампаној форми;
- Неговање и очување културног и националног идентитета, као и промовисање највреднијих достигнућа из историје појединаца, народа и државе;
- Подстицање употребе ћириличног писма у свакодневној комуникацији, као и српског језика, са свим његовим дијалектолошким, локалним карактеристикама;
- Организовање едукативних скупова, саветовања, семинара на којима би се подстицала и подизала свест о значају прикупљања родословних и осталих сродних података, важних за идентитет појединца и заједнице;
- Остваривање сарадње са научном заједницом, као и са сродним институцијама владиног и невладиног карактера, у правцу унапређења и популаризовања генеалошких и етнолошких тема у широј јавности.[4]

## Научно-истраживачка делатност
Учешће Српског ДНК пројекта у стручно-научним студијама:
- Вукићевић Иван, Јерковић Синиша, Михић Велибор, Грк Миљан, Бабић Небојша, Вукосављевић Никола, Мучибабић Михајло, Рајевац Милан, Радуловић Милан, Бојанић Јован, Јелић Лука, Милетић Милош, Новаковић Небојша, Јегдић Марио, Сремчевић Данило, Кртинић Јовица (2021). Генетичко порекло Срба Старе Херцеговине. Београд: Друштво српских родословаца „Порекло“. ISBN 978-86-89993-18-9.
- Kačar T, Stamenković G, Blagojević J, Krtinić J, Mijović D, Marjanović D (2019). „Y chromosome genetic data defined by 23 short tandem repeats in a Serbian population on the Balkan Peninsula”. Annals of human biology. 46 (1): 77—83. doi:10.1080/03014460.2019.1584242.
- Тодоровић, Ивица (2015). Етнологија и генетика : прелиминарна мултидисциплинарна истраживања порекла Срба и становништва Србије. Београд: Друштво српских родословаца „Порекло“ и Етнографски институт САНУ. ISBN 978-86-89993-01-1.
- Вујанић, Дејан; Јерковић, Синиша; Кртинић, Јовица; Маринковић, Александар (2014). Књига о Мацурама : генетичко-историјска студија. Београд: Друштво српских родословаца „Порекло“. ISBN 978-86-89993-00-4.

## Издавачка делатност Друштва
- Радовић, Витомир (2020). Храм у Поблаћу : Крајчиновићи : од Немањића до данас. Београд: Друштво српских родословаца „Порекло“. ISBN 978-86-89993-16-5.
- Којић, Јован (2020). Којићи : корачање унатраг : бачкопаланачки родослови. Београд: Друштво српских родословаца „Порекло“. ISBN 978-86-89993-14-1.
- Радовић, Витомир (2020). Љетопис Друштво гуслара "Петар Перуновић Перун" из Зрењанина : 1994-2007 : дневнички записи. Београд: Друштво српских родословаца „Порекло“. ISBN 978-86-89993-17-2.
- Којић, Јован (2020). Малетини : корачање унатраг : бачкопаланачки родослови. Београд: Друштво српских родословаца „Порекло“. ISBN 978-86-89993-13-4.
- Бракочевић, Раде (2020). Прота Милош Велимировић: Племе Васојевичко : речено и прећутано. Београд: Друштво српских родословаца „Порекло“. ISBN 978-86-89993-12-7.
- Мићић, Небојша (2019). Караклије : породична хроника Караклића из Заовина на Тари, њихових расељеника у Буару код Ужица, Бесеровини под Таром, Брасини на Гучеву : Караклаја у Мајдану на Руднику, шумадијских Караклића из Клоке код Тополе : Караклајића у граду Ужицу : други прилози и приче из завичајне историје. Београд: Друштво српских родословаца „Порекло“. ISBN 978-86-89993-11-0.
- Душанић, Јован (2018). Срби Босне и Херцеговине у ХIХ веку : борба за слободу и уједињење. Београд: Друштво српских родословаца „Порекло“. ISBN 978-86-89993-02-8.
- Радовић, Витомир (2018). Радовићи : порекло, људи и догађаји. Београд: Друштво српских родословаца „Порекло“. ISBN 978-86-89993-09-7.
- Тодоровић, Ивица (2015). Етнологија и генетика : прелиминарна мултидисциплинарна истраживања порекла Срба и становништва Србије. Београд: Друштво српских родословаца „Порекло“ и Етнографски институт САНУ. ISBN 978-86-89993-01-1.
- Вујанић, Дејан; Јерковић, Синиша; Кртинић, Јовица; Маринковић, Александар (2014). Књига о Мацурама : генетичко-историјска студија. Београд: Друштво српских родословаца „Порекло“. ISBN 978-86-89993-00-4.